# Osobovská skála
Osobovská skála skalnatý vrch a archeologická lokalita severně od vesnice Osobovy u Měčína v okrese Klatovy. Ve středním eneolitu se na skále nacházelo malé zemědělské sídliště chamské kultury, které je chráněné jako kulturní památka.

## Historie
Naleziště na Osobovské skále bylo nalezeno roku 1976 a poprvé prozkoumáno o rok později. V roce 2006 proběhl další výzkum. Archeologové zde odkryli pozůstatky sídliště osídleného ve středním eneolitu (3100–2800 let před naším letopočtem). Jeho obyvatelé se živili zemědělstvím. Pomocí pylové analýzy byl zjištěn zemědělských charakter okolní krajiny, který potvrdily také nálezy pozůstatků pěstovaných rostlin (pšenice, len, hrách). Na základě analogií z bavorských nalezišť se předpokládá také chov skotu a koní.

## Přírodní poměry
Osobovská skála je součástí blovického souvrství neoproterozoických břidlic a drob. Nachází se v geomorfologickém celku Švihovská vrchovina, podcelku Radyňská pahorkatina a okrsku Bukovohorská vrchovina. Samotný vrch je tvořen rohovcem s vložkou buližníku. Skalní suk se stopami mrazového zvětrávání dosahuje výšky dvacet metrů.

## Popis lokality
Sídliště se nacházelo na buližníkové skále, jejíž vrchol je přístupný pouze od severu a západu. Přestože je skála velmi členitá a vytváří několik plošin širokých pouze jeden až dva metry, byla v eneolitu osídlena. Nacházelo se na ní nejméně jedno obydlí se stěnami omazanými hlínou. Velká část archeologických artefaktů byla erozními procesy přemístěna k úpatí skály.